# Митрике, Элза Петровна
Элза Петровна Митрике (латыш. Elza Mitriķe; 1 июля 1929 года — 21 августа 2012 года, Латвия) — мастер машинного доения колхоза «Адажи» Рижского района Латвийской ССР. Герой Социалистического Труда (1985).
C 1945—1951 года — работник связи. В 1952 году — сельскохозяйственная рабочая. С 1958 — мастер машинного доения колхоза «Адажи» Рижского района.
Досрочно выполнила личные социалистические обязательства и плановые производственные задания Одиннадцатой пятилетки по надою молока. Указом Президиума Верховного Совета СССР от 5 декабря 1985 года удостоена звания Героя Социалистического Труда «за выдающиеся успехи в увеличении производства продуктов животноводства в зимний период 1984/85 года, досрочное выполнение заданий одиннадцатой пятилетки и трудовой героизм» с вручением ордена Ленина и золотой медали Серп и Молот.
Умерла в августе 2012 года.
Награды и звания
- Герой Социалистического Труда
- Орден Ленина
- Орден Знак Почёта
- Орден Трудовой Славы 3 степени